# Chan Hao-ching
Chan Hao-ching (詹皓晴; Dongshi, 19 settembre 1993) è una tennista taiwanese.
Sorella minore della tennista Latisha Chan, è prevalentemente una doppista, specialità in cui ha vinto ventuno titoli WTA e disputato una finale Slam a Wimbledon 2017. Vanta altre tre finali Slam in doppio misto, di cui una a Wimbledon nel 2014 e due agli US Open nel 2017 e nel 2019.

## Carriera
Inizia la sua carriera nel 2007 quando gioca il suo primo torneo nel circuito ITF dove vince anche il suo primo titolo in doppio. Nel 2011 vince quattro titoli ITF in doppio. Nel 2012 conquista il suo primo torneo WTA 125s di doppio, allo OEC Taipei Ladies Open in coppia con Kristina Mladenovic, prende parte inoltre agli ultimi tre tornei dello Slam di doppio riuscendo a raggiungere il terzo turno al Roland Garros e uscendo al primo turno agli altri due. Vince anche un altro titolo ITF in doppio.
Nel 2013 prende parte, sempre in doppio, per la prima volta agli Australian Open dove viene sconfitta al primo turno, partecipa anche al Roland Garros dove raggiunge il secondo turno, ripete il risultato dell'anno precedente a Wimbledon uscendo al primo turno. Riesce a vincere anche i suoi primi due titoli WTA, lo Shenzhen Open in coppia con la sorella Chan Yung-jan e l'Estoril Open di Oeiras in coppia con la Mladenovic.

## Statistiche

### Doppio

#### Vittorie (21)
| Legenda               | Legenda      |
| --------------------- | ------------ |
| Grande Slam (0)       |              |
| Ori Olimpici (0)      |              |
| WTA Finals (0)        |              |
| WTA Elite Trophy (0)  |              |
| Dal 2009 al 2020      | Dal 2021     |
| Premier Mandatory (0) | WTA 1000 (0) |
| Premier 5 (2)         | WTA 1000 (0) |
| Premier (5)           | WTA 500 (1)  |
| International (11)    | WTA 250 (2)  |

| N.  | Data              | Torneo                                   | Superficie      | Compagna                | Avversarie in finale                   | Punteggio        |
| 1.  | 5 gennaio 2013    | Shenzhen Open, Shenzhen                  | Cemento         | Chan Yung-jan           | Iryna Burjačok Valerija Solov'ëva      | 6–0, 7–5         |
| 2.  | 4 maggio 2013     | Estoril Open, Oeiras                     | Terra rossa     | Kristina Mladenovic     | Darija Jurak Katalin Marosi            | 7-6(3), 6-2      |
| 3.  | 20 aprile 2014    | Malaysian Open, Kuala Lumpur             | Cemento         | Tímea Babos             | Chan Yung-jan Zheng Saisai             | 6-3, 6-4         |
| 4.  | 21 giugno 2014    | Eastbourne International, Eastbourne     | Erba            | Chan Yung-jan           | Martina Hingis Flavia Pennetta         | 6-3, 5-7, [10-7] |
| 5.  | 15 febbraio 2015  | Pattaya Open, Pattaya                    | Cemento         | Chan Yung-jan           | Shūko Aoyama Tamarine Tanasugarn       | 2-6, 6-4, [10-3] |
| 6.  | 23 maggio 2015    | Nürnberger Cup, Norimberga               | Terra rossa     | Anabel Medina Garrigues | Lara Arruabarrena Raluca Olaru         | 6–4, 7–6(5)      |
| 7.  | 23 agosto 2015    | Cincinnati Open, Cincinnati              | Cemento         | Chan Yung-jan           | Casey Dellacqua Jaroslava Švedova      | 7-5, 6-4         |
| 8.  | 19 settembre 2015 | Japan Women's Open, Tokyo                | Cemento         | Chan Yung-jan           | Misaki Doi Kurumi Nara                 | 6-1, 6-2         |
| 9.  | 14 febbraio 2016  | Taiwan Open, Kaohsiung                   | Cemento         | Chan Yung-jan           | Eri Hozumi Miyu Katō                   | 6-4, 6-3         |
| 10. | 27 febbraio 2016  | Qatar Ladies Open, Doha                  | Cemento         | Chan Yung-jan           | Sara Errani Carla Suárez Navarro       | 6-3, 6-3         |
| 11. | 16 ottobre 2016   | Hong Kong Open, Hong Kong                | Cemento         | Chan Yung-jan           | Naomi Broady Heather Watson            | 6-3, 6-1         |
| 12. | 5 febbraio 2017   | Taiwan Open, Taipei (2)                  | Cemento (i)     | Chan Yung-jan           | Lucie Hradecká Kateřina Siniaková      | 6-4, 6-2         |
| 13. | 15 ottobre 2017   | Hong Kong Open, Hong Kong (2)            | Cemento         | Chan Yung-jan           | Lu Jiajing Wang Qiang                  | 6-1, 6-1         |
| 14. | 24 febbraio 2018  | Dubai Tennis Championships, Dubai        | Cemento         | Yang Zhaoxuan           | Hsieh Su-wei Peng Shuai                | 4-6, 6-2, [10-6] |
| 15. | 12 gennaio 2019   | Hobart International, Hobart             | Cemento         | Latisha Chan            | Kirsten Flipkens Johanna Larsson       | 6-3, 3-6, [10-6] |
| 16. | 16 febbraio 2019  | Qatar Ladies Open, Doha (2)              | Cemento         | Latisha Chan            | Anna-Lena Grönefeld Demi Schuurs       | 6-1, 3-6, [10-6] |
| 17. | 29 giugno 2019    | Eastbourne International, Eastbourne (2) | Erba            | Latisha Chan            | Kirsten Flipkens Bethanie Mattek-Sands | 2-6, 6-3, [10-6] |
| 18. | 21 settembre 2019 | Pan Pacific Open, Osaka                  | Cemento         | Latisha Chan            | Hsieh Su-wei Hsieh Yu-chieh            | 7-5, 7-5         |
| 19. | 5 febbraio 2023   | Thailand Open, Hua Hin                   | Cemento         | Wu Fang-hsien           | Wang Xinyu Zhu Lin                     | 6-1, 7-6(6)      |
| 20. | 13 gennaio 2024   | Hobart International, Hobart (2)         | Cemento         | Giuliana Olmos          | Guo Hanyu Jiang Xinyu                  | 6-3, 6-3         |
| 21. | 21 aprile 2024    | Stuttgart Open, Stoccarda                | Terra rossa (i) | Veronika Kudermetova    | Ulrikke Eikeri Ingrid Neel             | 4-6, 6-3, [10-2] |

#### Sconfitte (20)
| Legenda               | Legenda      |
| --------------------- | ------------ |
| Grande Slam (1)       |              |
| Argenti Olimpici (0)  |              |
| WTA Finals (0)        |              |
| WTA Elite Trophy (0)  |              |
| Dal 2009 al 2020      | Dal 2021     |
| Premier Mandatory (1) | WTA 1000 (3) |
| Premier 5 (1)         | WTA 1000 (3) |
| Premier (6)           | WTA 500 (5)  |
| International (3)     | WTA 250 (0)  |

| N.  | Data              | Torneo                                   | Superficie  | Compagna             | Avversarie in finale                      | Punteggio           |
| 1.  | 12 febbraio 2012  | Pattaya Open, Pattaya                    | Cemento     | Chan Yung-jan        | Sania Mirza Anastasija Rodionova          | 6–3, 1–6, [8–10]    |
| 2.  | 4 marzo 2012      | Malaysian Open, Kuala Lumpur             | Cemento     | Rika Fujiwara        | Chang Kai-chen Chuang Chia-jung           | 5–7, 4–6            |
| 3.  | 4 agosto 2013     | San Diego Open, Carlsbad                 | Cemento     | Janette Husárová     | Raquel Kops-Jones Abigail Spears          | 4-6, 1-6            |
| 4.  | 28 settembre 2013 | Pan Pacific Open, Tokyo                  | Cemento     | Liezel Huber         | Cara Black Sania Mirza                    | 6-4, 0-6, [9-11]    |
| 5.  | 6 aprile 2014     | Charleston Open, Charleston              | Terra verde | Chan Yung-jan        | Anabel Medina Garrigues Jaroslava Švedova | 6(4)-7, 2-6         |
| 6.  | 26 settembre 2015 | Pan Pacific Open, Tokyo (2)              | Cemento     | Chan Yung-jan        | Garbiñe Muguruza Carla Suárez Navarro     | 5-7, 1-6            |
| 7.  | 10 ottobre 2015   | China Open, Pechino                      | Cemento     | Chan Yung-jan        | Martina Hingis Sania Mirza                | 7-6(9), 1-6, [8-10] |
| 8.  | 25 giugno 2016    | Eastbourne International, Eastbourne     | Erba        | Chan Yung-jan        | Darija Jurak Anastasija Rodionova         | 7-5, 6(4)-7, [6-10] |
| 9.  | 27 maggio 2017    | Internationaux de Strasbourg, Strasburgo | Terra rossa | Chan Yung-jan        | Ashleigh Barty Casey Dellacqua            | 4-6, 2-6            |
| 10. | 25 giugno 2017    | Birmingham Classic, Birmingham           | Erba        | Zhang Shuai          | Ashleigh Barty Casey Dellacqua            | 1-6, 6-2, [8-10]    |
| 11. | 15 luglio 2017    | Torneo di Wimbledon, Londra              | Erba        | Monica Niculescu     | Ekaterina Makarova Elena Vesnina          | 0-6, 0-6            |
| 12. | 5 gennaio 2019    | Brisbane International, Brisbane         | Cemento     | Latisha Chan         | Nicole Melichar Květa Peschke             | 1-6, 1-6            |
| 13. | 7 febbraio 2021   | Gippsland Trophy, Melbourne              | Cemento     | Latisha Chan         | Barbora Krejčíková Kateřina Siniaková     | 3-6, 6(4)-7         |
| 14. | 7 agosto 2022     | Silicon Valley Classic, San Jose         | Cemento     | Shūko Aoyama         | Xu Yifan Yang Zhaoxuan                    | 5-7, 0-6            |
| 15. | 12 febbraio 2023  | Abu Dhabi Open, Abu Dhabi                | Cemento     | Shūko Aoyama         | Luisa Stefani Zhang Shuai                 | 6-3, 2-6, [8-10]    |
| 16. | 25 febbraio 2023  | Dubai Tennis Championships, Dubai        | Cemento     | Latisha Chan         | Veronika Kudermetova Ljudmila Samsonova   | 4-6, 7-6(4), [1-10] |
| 17. | 8 ottobre 2023    | China Open, Pechino (2)                  | Cemento     | Giuliana Olmos       | Marie Bouzková Sara Sorribes Tormo        | 6-3, 0-6, [4-10]    |
| 18. | 23 giugno 2024    | German Open, Berlino                     | Erba        | Veronika Kudermetova | Wang Xinyu Zheng Saisai                   | 2-6, 5-7            |
| 19. | 29 giugno 2024    | Bad Homburg Open, Bad Homburg            | Erba        | Veronika Kudermetova | Nicole Melichar-Martinez Ellen Perez      | 6-4, 3-6, [8-10]    |
| 20. | 6 ottobre 2024    | China Open, Pechino (3)                  | Cemento     | Veronika Kudermetova | Sara Errani Jasmine Paolini               | 4-6, 4-6            |

### Doppio misto

#### Sconfitte (3)
| Tornei del Grande Slam  |
| ----------------------- |
| Australian Open (0)     |
| Open di Francia (0)     |
| Torneo di Wimbledon (1) |
| US Open (2)             |

| N. | Data             | Torneo                      | Superficie | Partner       | Avversario in finale               | Punteggio        |
| 1. | 6 luglio 2014    | Torneo di Wimbledon, Londra | Erba       | Maks Mirny    | Samantha Stosur Nenad Zimonjić     | 4-6, 2-6         |
| 2. | 9 settembre 2017 | US Open, New York           | Cemento    | Michael Venus | Martina Hingis Jamie Murray        | 1-6, 6-4, [8-10] |
| 3. | 7 settembre 2019 | US Open, New York (2)       | Cemento    | Michael Venus | Bethanie Mattek-Sands Jamie Murray | 2-6, 3-6         |

## Circuito WTA 125

### Doppio

#### Vittorie (2)
| N. | Data            | Torneo                         | Superficie    | Compagna            | Avversarie in finale            | Punteggio        |
| 1. | 4 novembre 2012 | Taipei Ladies Open, Taipei     | Sintetico (i) | Kristina Mladenovic | Chang Kai-chen Vol'ha Havarcova | 5-7, 6-2, [10-8] |
| 2. | 9 novembre 2014 | Taipei Ladies Open, Taipei (2) | Sintetico (i) | Chan Yung-jan       | Chang Kai-chen Chuang Chia-jung | 6–4, 6-3         |

## Rendimento in progressione doppio
| Torneo                     | 2012 | 2013 | 2014 | 2015 | 2016 | 2017 | 2018 | 2019 | V-S   | Titoli |
| -------------------------- | ---- | ---- | ---- | ---- | ---- | ---- | ---- | ---- | ----- | ------ |
| Australian Open, Melbourne | A    | 1T   | 3T   | 1T   | QF   | 1T   | 3T   | QF   | 10-7  | 0      |
| Roland Garros, Parigi      | 3T   | 2T   | 2T   | 3T   | QF   | 3T   | SF   |      | 15-7  | 0      |
| Wimbledon, Londra          | 1T   | 1T   | 1T   | 3T   | 2T   | F    | 2T   |      | 9-7   | 0      |
| US Open, New York          | 1T   | 1T   | 2T   | QF   | 2T   | QF   | 2T   |      | 9-7   | 0      |
| Record V-S                 | 2-3  | 1-4  | 4-4  | 7-4  | 8-4  | 10-4 | 8-4  | 3-1  | 43-28 | 43-28  |
| Titoli                     | 0    | 0    | 0    | 0    | 0    | 0    | 0    | 0    | 0     | 0      |